# Nazia Hassan
Pour les articles homonymes, voir Hassan.
Nazia Hassan (en ourdou نازیہ حسن), née le 3 avril 1965 à Karachi au Pakistan et morte à Londres le 13 août 2000, est une chanteuse pop pakistanaise qui se fait connaître en 1980 avec Aap Jaisa Koi, une chanson du film indien Qurbani (en) composée par Biddu (en). Son interprétation de Disco Deewane l'année suivante, également écrite par Biddu, est un très grand succès qui dépasse largement les frontières du sous-continent.
Elle entame une carrière musicale avec son frère Zoheb alors qu'elle est toujours étudiante à Londres. Les sonorités occidentales de ses disques accompagnés de clips vidéos originaux, une rareté au Pakistan, enthousiasment le public tout autant qu'ils irritent les fondamentalistes musulmans qui considèrent immoral qu'un frère et une sœur chantent ensemble. Lassée par la musique et désireuse de se consacrer à des actions caritatives, elle met un terme à sa carrière en 1992.

## Biographie
Nazia Hassan est née dans une famille très aisée à Karachi au Pakistan le 3 avril 1965. Fille de Basir Hassan, un homme d'affaires, et de Muniza Basir, elle est l'aînée d'une fratrie composée en outre de son frère Zoheb de près de deux ans son cadet et d'une sœur Zahra beaucoup plus jeune.
Elle participe dès 1971 à Khel Khel Mein, un programme télévisé pour enfants diffusé sur PTV au cours duquel elle chante sa première chanson en public. Par la suite, elle contribue régulièrement avec son frère après l'école à Kaliyon ki Mala, une émission musicale hebdomadaire pour enfants animée par Sohail Rana (en) toujours sur PTV. En 1976, elle apparaît avec Zoheb, comme figurante dans une chanson du film Beyond the Last Mountain (en) réalisé par Javed Jabbar (en). Vers la fin des années 1970, elle suit sa mère qui part s'installer à Londres,. Là, elle poursuit à l'école pour filles Francis Holland School (en) des études débutées à la Karachi Grammar School (en).

### Aap Jaisa Koi
À la fin de 1979, Feroz Khan (en) est à Londres avec Zeenat Aman et d'autres membres de l'équipe du film Qurbani (en) pour en achever le tournage. Il remarque Nazia lors d'une soirée à laquelle elle participe avec ses parents. Peu de temps après, il va trouver Biddu (en), un musicien d'origine indienne connu pour avoir écrit Kung Fu Fighting chanté par Carl Douglas et produit I Love to Love (en) interprété par Tina Charles. Il le convainc de composer une des chansons de Qurbani destinée à être dansée par Zeenat Aman, mais le problème de la chanteuse du titre se pose. Il leur semble peu probable qu'ils puissent trouver en Inde une chanteuse pour interpréter une chanson écrite par un « étranger », et à Londres, bien peu de chanteuses parlent hindi. Feroz Khan suggère alors d'employer Nazia Hassan qui n'a pourtant que 14 ans.
Biddu (en) vient auditionner la jeune fille dans un appartement londonien où elle lui chante Dance Little Lady, Dance, une  chanson de Tina Charles qu'il avait écrite. Il est séduit, les Hassan donnent leur accord et Nazia est engagée pour le projet. Il compose rapidement la chanson qu'elle enregistre en quelques heures en présence de Zeenat Aman,. Aap Jaisa Koi (en) (trad. Quelqu'un comme toi) est présentée orchestrée dans deux versions différentes dans Qurbani qui sort en juin 1980. C'est un grand succès populaire dont le mensuel Film World écrit par exemple dans son édition d'août 1980 : « […] la raison principale pour laquelle Qurbani promet d'être un des grands succès de 1980 réside dans sa musique dont l'engouement et la popularité ont précédé la sortie du film. C'est indéniablement à mettre au crédit de Aap jaisa koi Men zindagi mein aaye, toh baat ban jaye, interprété par l'adolescente Nazia Hassan et composé par Biddu, la rock-star indienne installée à Londres ».
La presse indienne ne trahit pas d'éloges pour la lycéenne pakistanaise. On l'appelle « the new singing sensation » (trad. « la nouvelle vedette de la chanson ») ou la « Baat ban jaye girl » (trad. « La fille Baat ban jaye » en référence aux paroles de la chanson). Il s'écrit que la bande originale se serait vendue grâce à elle à 500 000 exemplaires avant même la sortie du film en salle,. Le titre reste en tête de Binaca Geetmala, le plus important hit-parade  indien, pendant 14 semaines consécutives. Elle ne participe pourtant pas activement à la promotion du film, même si elle a fait le voyage de Bombay pour la première de Qurbani,. Elle revient à Bombay l'année suivante pour recevoir des mains des Raj Kapoor la statuette noire de la meilleure chanteuse lors de la cérémonie des Filmfare Awards. Nazia Hassan est la première pakistanaise et à quinze ans, la plus jeune récipiendaire de ce prix important.

### Disco Deewane
Étant à Londres à l'écart de l'industrie musicale indienne, les directeurs musicaux ne font pas appel à elle malgré le succès de Aap Jaisa Koi. Elle pensait enregistrer une chanson pour Kasak, un film que Feroz Khan avait en préparation, mais le projet est abandonné. Biddu non plus n'entend plus parler de l'Inde pendant près d'un an jusqu'au jour où un représentant de HMV (en) vient le voir pour lui demander d'écrire un album pour elle. De son côté, EMI, la maison mère d'HMV, parvient à convaincre le père de Nazia, initialement réticent, de laisser chanter sa fille. Malgré ses doutes sur un éventuel succès commercial en Inde d'un disque qui ne soit pas lié au cinéma, Biddu s’exécute en délégant quelques morceaux à Zoheb. L'album est enregistré à Londres en trois semaines en décembre 1980 mais il manque une chanson-titre. HMV suggère le titre et Biddu écrit très rapidement Disco Deewane (trad. Fou de disco) que Nazia enregistre en une seule session.
HMV utilise le single à des fins promotionnelles et déploie une intense campagne publicitaire. Le public se précipite pour acheter l'album qui sort le jour de son anniversaire, le 3 avril 1981. Il s'en vend 100 000 exemplaires dès le premier jour. Trois semaines plus tard, il est disque de platine avec 200 000 exemplaires écoulés, un statut qu'aucun disque indien n'avait atteint en moins de six mois. Une foule de 50 000 à 100 000 personnes l'attend à l'aéroport de Calcutta lorsqu'elle vient faire sa tournée promotionnelle. La frénésie de ce nouveau disco d'Asie du Sud dépasse les frontières de l'Inde. Les ventes atteignent 100 000 exemplaires au Pakistan en décembre 1981. Le disque est exporté partout où il y a une population d'origine indienne, comme au Royaume-Uni ou aux États-Unis. C'est un hit même en Afrique du Sud et dans quelques pays d'Amérique du Sud tels que le Pérou où il s'en vend 80 000 exemplaires. Au total, il est listé dans les charts de 14 pays. Il se dit que la chanson titre reste no 1 durant 13 mois en Inde. Selon Biddu, près de trois millions d'albums sont finalement vendus,. En quelques semaines, Nazia Hassan, une lycéenne pakistanaise de 16 ans devient une pop star internationale.

### Carrière britannique
En septembre 1981, EMI fait paraître au Royaume-Uni le premier 45 tours en anglais de Nazia et Zoheb, baptisés pour l'occasion The Hassans. Le disque titré Our Love Will Last Forever produit par Winston Sela, n'a aucun succès et sombre immédiatement dans l'oubli. Le frère et la sœur sortent pourtant Get A Little Closer l'année suivante sous le nom Hazan et toujours en anglais. Ce 45 tours produit par Ken Gold n'attire pas plus les auditeurs. Il leur faudra attendre mai 1983 et la traduction en anglais de Disco Deewane devenu Dreamer Devané pour entrer dans le hit-parade britannique. Cette version qui donne lieu à un clip vidéo est produite par Sal Solo (en), le chanteur nouveau romantique des Classix Nouveaux à l'allure de vampire qui semble aux antipodes du jeune duo très sage.
Malgré ce succès, Nazia et Zoheb renoncent à conquérir l'Angleterre et concentrent leurs efforts sur le sous-continent indien. Nazia Hassan fait cependant sans son frère un dernier essai en 1988 avec Biddu à la production. Saffron, le trio féminin qu'elle forme avec Rita Wolf (en) et Meera Syal sort un unique 45 tours titré Then He Kissed Me, une reprise réarrangée des Crystals qui reste sans lendemain.

### Chansons de film
La voix de Nazia Hassan se fait entendre en 1981 dans le film pakistanais Sangdil grâce à la cession des droits de deux chansons de l'album Disco Deewane : Disco Deewane et Aao Na.
L'année suivante, Biddu a l'idée d'écrire et produire un film indien dont il composerait les chansons chantées par Nazia et Zoheb. HMV, la maison de disques, est enthousiaste. Elle promeut le film comme un concept nouveau, à mi-chemin entre le cinéma et la musique. Mais le film, titré Star (en) qui sort en octobre 1982 est une catastrophe commerciale et la musique n'est pas à la hauteur des folles espérances suscitées par la réussite de Disco Deewane. Nazia Hassan est néanmoins nommée pour la chanson Boom Boom lors de la cérémonie des Filmfare Awards qui se tient en 1983. Le prix revient à Salma Agha, une autre chanteuse pakistanaise. La bande originale  est finalement plutôt bien reçue confortant la popularité de la jeune chanteuse. Devenue une personnalité du cinéma indien, elle sort avec son frère de la routine scolaire londonienne pour participer à la fin de l'année 1983 à la tournée internationale musicale d'Amitabh Bachchan,,.
Biddu s'éloigne du cinéma indien après une dernière tentative infructueuse en 1983 mais Nazia persévère dans cette direction. Elle est engagée par Bappi Lahiri pour participer à des duos dans quelques films entre 1986 et 1989. Aucun des six films indiens auquel elle contribue n'a de succès si ce n'est Ilzaam (en) qui voit les débuts de Govinda à l'écran. On ne se souvient guère que de Main Aaya Tere Liye chantée avec Zoheb qui permet de voir le jeune acteur se déchaîner dans un décor spectaculaire. Elle enregistre également Dancing City en 1986, un disque de musique pop de Bappi Lahiri. Mais à la suite d'un différend avec la famille de la jeune chanteuse, le directeur musical efface la voix de Nazia et la remplace par celle de l'actrice Mandakini (en) qui fait pour l'occasion ses débuts derrière un micro.

### Carrière pakistanaise
Le trio composé de Nazia, Zoheb et Biddu réalise Young Tarang (trad. Ambiance de la jeunesse), un nouvel album pop qui sort en 1984. Il ne contient que huit nouvelles chansons mais c'est un grand succès au Pakistan où 150 000 cassettes se vendent en quelques semaines. La réussite est cependant moins évidente en Inde où le public semble maintenant désirer une musique plus authentiquement indienne. La sortie de l'album est accompagnée de plusieurs vidéo clips tels que Dum Dum Dee Dee réalisé à Londres et Dosti tourné dans un parc à Bombay. Ces clips sont diffusés à la télévision pakistanaise où Nazia et Zoheb sont parfois invités. Cette présence médiatique cause la colère de fondamentalistes musulmans qui considèrent qu'il est immoral qu'un frère et une sœur chantent ensemble. Zoheb raconte même que le général Zia en personne les a appelés pour leur demander de quitter le pays où ils étaient en visite.
Nazia obtient un premier diplôme d'économie de l'université Richmond à Londres en 1986 et poursuit par des études de droit, toujours à Londres. L'année suivante, le trio sort un nouvel album Hotline, enregistré comme le précédent dans la maison de Winston Sela. Il comprend en particulier des titres destinés à la jeunesse tels que Telephone Pyar et Hum Aur Tum. Les ventes sont convenables et Nazia reste la favorite du jeune public pakistanais.
La télévision publique pakistanaise se libéralise à la suite de la nomination de Benazir Bhutto au poste de premier ministre du Pakistan en décembre 1988. Aslam Azhar (en), qui avait dû quitter la direction de PTV durant le régime militaire du général Zia, est nommé président de la chaîne publique début 1989. Sous son patronage, Nazia et Zoheb présentent le 23 janvier, Music '89, le premier spectacle de musique pop jamais diffusé à la télévision pakistanaise. Pendant 90 minutes, la sœur et le frère chantent quelques chansons de leur répertoire et présentent de jeunes artistes pakistanais devant un public aux anges, ce qui déclenche la fureur des partis conservateurs musulmans,,. Le 27 janvier 1989, l'agence de presse pakistanaise APP (en) annonce qu'une action en justice est intentée contre Aslam Azhar (en) le président de PTV, Shoaib Mansoor (en) le producteur du programme ainsi que Nazia et Zoheb ses animateurs, pour des paroles vulgaires, des gestes obscènes, avoir violé les sentiments des musulmans et provoqué un vif émoi dans le public. La chaîne ne plie pas et Nazia anime seule Dhanak en avril de la même année. Ce programme musical, produit cette fois par Sultana Siddiqui (en), fait lui aussi la part belle aux jeunes musiciens pakistanais,.
Nazia Hassan, qui vit toujours à Londres, est alors probablement au sommet de sa popularité au Pakistan mais elle commence à se désintéresser de la musique au profit de sa carrière professionnelle et d'actions caritatives. Elle met ainsi par exemple en place avec son frère en mars 1991 B.A.N — pour Battle Against Narcotics (trad. Bataille contre la drogue) — une organisation non-gouvernementale pakistanaise de lutte contre l'addiction . La même année elle commence à travailler d'abord comme stagiaire puis comme analyste politique au conseil de sécurité des Nations unies,.
Nazia et Zoheb présentent en 1992 leur dernier album, Camera Camera, réalisé pour la première fois sans Biddu et distribué par Timbuktu/Flame Tree, une compagnie de disque spécialisée dans la world-music. Il contient des chansons écrites par Bappi Lahiri et T. Lewis qui avait travaillé pour les Pet Shop Boys,,, mais le disque dédié à la lutte contre la drogue, notamment à travers la chanson Nasha, est un succès mitigé, sauf peut-être au Pakistan où la presse se fait l'écho de 100 000 cassettes vendues en quelques semaines,. En août 1992, Nazia et Zoheb annoncent la fin de leur carrière musicale.
En 2012, Zoheb indique que sa maison de disque lui a annoncé avoir vendu avec sa sœur 68 millions de disques dans sa carrière.

### Vie privée, maladie et mort
Même si Nazia Hassan s'est tenue éloignée du tourbillon médiatique, la presse n'a pas hésité à se faire l'écho de ragots la concernant. On l'a ainsi par exemple dite sur le point de se marier en 1981 avec Mohammad Alamgir Khanji, le fils du nawab de Junaghad,. On a aussi laissé entendre qu'elle avait été fiancée à la même époque et pendant de longues années à un fils de famille nommé Hari Chellaram. En réalité, elle se marie le 30 mars 1995 à Karachi avec un riche industriel, Mirza Ishtiaq Baig. Leur fils Arez naît le 7 avril 1997 mais son mariage arrangé est un désastre,, au point que les gazettes rapportent une rumeur insistante de liaison entre Ishtiaq Baig et l'actrice pakistanaise Zeba Bakhtiar (en).
Un cancer de l'ovaire lui avait été diagnostiqué en décembre 1994 et opéré en janvier 1995. Vers la fin de l'année 1998, elle ressent les premiers symptômes d'un cancer du poumon. Nazia divorce quelques jours avant sa mort, des suites de ce cancer qui l’emporte finalement à Londres le 13 août 2000. Elle est inhumée le 5 septembre 2000 dans le carré musulman du cimetière de Hendon à Londres après une bataille judiciaire de près de trois semaines qui oppose sa famille à son ex-mari,.

### Distinctions et hommages
Nazia Hassan est décorée à titre posthume en avril 2002 du President's Award for Pride of Performance (en), en ourdou تمغائے حسن کارکردگی (Tamġa-ē Ḥusn-e Kārkardagī), une importante distinction civile pakistanaise,.
En 2003, ses parents établissent à Londres la Nazia Hassan Foundation dont le but est de poursuivre son œuvre caritative. Cette création s'accompagne de celle des Nazia Hassan Awards, un prix attribué à des personnalités originaires du sous-continent et vivant à l'étranger.
En 2012, Karan Johar emprunte un sample de Disco Dewanee pour constituer l'ossature de la chanson-phare de son film Student of the Year titrée The Disco Song,,. Il va également inclure Aap Jaisa Koi dans son film Rocky aur Rani kii prem kahaani, en 2023.
Elle reçoit en 2014 un doctorat honorifique à titre posthume de son université londonienne, Richmond, The American International University in London,.
En avril 2018, pour le 53e anniversaire de sa naissance, Google diffuse un doodle lui rendant hommage en Australie, Canada, Islande, Nouvelle-Zélande et au Pakistan.

## Discographie

### Singles

#### Solo
- Disco Deewane / Aao Na - 1981 HMV
- Once Again / Khushi - Koi Nahin - 1982 HMV
- Boom Boom - 1982 EMI[note 17]

#### The Hassans, Hazan ou Nazia et Zoheb Hassan
- Our Love Will Last Forever / It's Time (You Need Me) - 1981 EMI
- Get A Little Closer / One Too Many - 1982 EMI
- Star / Boom Boom - 1982 HMV
- Dreamer Devané / Destiny - 1983 EMI
- Chehra / Sunn - 1985 Sirocco

#### Saffron (Nazia Hassan, Meera Syal et Rita Wolf)
- Then He Kissed Me / Bhangra Beat - 1988 Westside Records

### Albums

#### Solo
- Disco Deewane - 1981 HMV

#### Nazia et Zoheb Hassan
- Star - 1982 HMV[note 18]

#### Hazan ou Nazia et Zoheb Hassan
- Young Tarang - 1984 CBS India
- Hotline - 1987 Multitone
- Camera Camera - 1992 Flame Tree

### Chansons de films
| Année | Film               | Titre                                        | Co-interprète | Musique      | Paroles               |
| ----- | ------------------ | -------------------------------------------- | ------------- | ------------ | --------------------- |
| 1980  | Qurbani (en)       | Aap Jaisa Koi                                | -             | Biddu (en)   | Indeevar (en)         |
| 1982  | Sangdil            | Disco Deewane                                | -             | Biddu        | Anwar Khalid          |
| 1982  | Sangdil            | Aao Na                                       | -             | Biddu        | Nazia et Zoheb Hassan |
| 1982  | Star (en)          | Boom Boom                                    | -             | Biddu        | Indeevar              |
| 1982  | Star (en)          | Jana                                         | Zoheb Hassan  | Biddu        | Indeevar              |
| 1982  | Star (en)          | Khushi                                       | -             | Biddu        | Amit Khanna (en)      |
| 1982  | Star (en)          | Koi Nahin                                    | -             | Biddu        | Amit Khanna           |
| 1986  | Dilwaala           | Tonight Pyar Karo, Tonight Pass Aao Dilwaala | Zoheb Hassan  | Bappi Lahiri | Indeevar              |
| 1986  | Ilzaam (en)        | Main Aaya Tere Liye                          | Zoheb Hassan  | Bappi Lahiri | Ajaan (en)            |
| 1986  | Main Balwaan (en)  | Rock-N-Roll, Break Dance                     | Kishore Kumar | Bappi Lahiri | Ajaan                 |
| 1986  | Main Balwaan (en)  | No Entry                                     | Kishore Kumar | Bappi Lahiri | Anjaan                |
| 1986  | Africadalli Sheela | Sheela Sheela                                | Bappi Lahiri  | Bappi Lahiri | -                     |
| 1987  | Sheela             | Takta Muni Mana                              | Bappi Lahiri  | Bappi Lahiri | Anjaan                |
| 1987  | Sheela             | Sheela Oh My Sheela                          | Zoheb Hassan  | Bappi Lahiri | Anjaan                |
| 1989  | Saaya (en)         | Aap Ka Shukriya                              | Zoheb Hassan  | Bappi Lahiri | Anjaan                |